# 존 H. 코츠

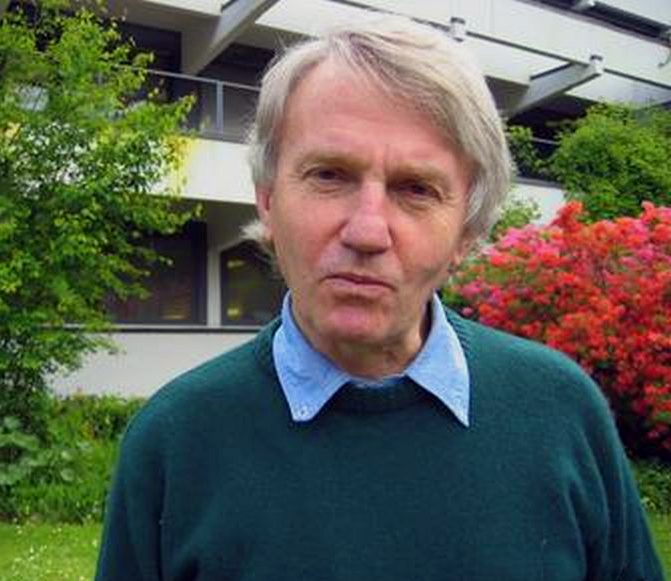
2006년 모습

존 H. 코츠(본명: 존 헨리 코츠, John Henry Coates FRS, 1945년 1월 26일 – 2022년 5월 9일)는 1986년부터 2012년까지 영국 케임브리지 대학교의 순수수학 교수로 재직한 호주의 수학자이다.

## 어린 시절과 교육
코츠는 1945년 1월 26일 J. H. 코츠와 B. L. 리의 아들로 태어나 호주 뉴사우스웨일스의 포섬브러시(Possum Brush, 타리 근처)에서 자랐다. 포섬브러시의 코츠로드는 그가 자란 가족 농장의 이름을 따서 명명되었다. 대학에 오기 전에 그는 뉴 사우스 웨일스 주 뉴캐슬에 있는 BHP에서 여름 동안 일했지만 회사에서 대학 장학금을 받는 데는 성공하지 못했다. 코츠는 장학금을 받고 최초의 학부생 중 한 명으로 오스트레일리아 국립 대학교에 다녔으며 이 대학에서 학사 학위를 받았다. 그런 다음 그는 프랑스로 이주하여 파리의고등사범학교에서 추가 공부를 한 후 이번에는 영국으로 다시 이주했다.